# جورج سمارت
جورج سمارت (بالإنجليزية: George Smart)‏ (1890 ببرستل في المملكة المتحدة - 1941 في المملكة المتحدة) هو لاعب كرة قدم بريطاني (وحمل سابقاً جنسية المملكة المتحدة لبريطانيا العظمى وأيرلندا) في مركز الدفاع. لعب مع ستوك سيتي وTreharris Athletic Western F.C. ‏ وستافورد رينجرز.